# ブラッシャイ
ブラッサイ（Brassai、1899年9月9日 - 1984年7月8日）は、オーストリア＝ハンガリー帝国出身でパリで活躍した写真家。ハンガリーおよびフランス国籍。
ヘンリー・ミラーやジャック・プレヴェールらと「夜のパリ」を歩き回り、特に娼婦や恋人たちの作品を多く残した。パブロ・ピカソやアルベルト・ジャコメッティ、アンリ・マティスら同時代の芸術家たちとも親交があった。
ブラッシャイ以外にもモホリ＝ナジ・ラースローやケルテース・アンドル、ロバート・キャパなど、ハンガリー出身の写真家は多い。

## 生涯
トランシルヴァニア（当時オーストリア＝ハンガリー君主国ハンガリー王国領、現在はルーマニア領）の町ブラッショー（ドイツ語名クロンシュタット・イム・ブルツェンラント、ルーマニア語名ブラショヴ）出身。父はハンガリー人、母はアルメニア人。ある文献によるとブラッシャイはユダヤ系であるとされているが、1967年に発行された伝記 "Halász Gyula: A századik év küszöbén" や、別の伝記 "Brassai: Letters to my Parents" に書かれていることと矛盾している。3歳の時にソルボンヌ大学で文学を教える父親に付いて1年間パリで暮らす。ブラッシャイはブダペストで彫刻や美術を学ぶが、その後はオーストリア＝ハンガリー帝国軍に参加し、第一次世界大戦に従軍した。
1920年にベルリンに移り、学びながらジャーナリストとしても働く。1924年にパリへ移住し、その後はパリを拠点とするようになる。
岡本太郎とはパリに留学中の当時から親交があり、パリでの再会時にブラッシャイの写真を気に入った太郎は日本語版を出版すべく、自身で出版社を回り、1977年にみすず書房で写真集『未知のパリ・深夜のパリ』が刊行された。

## 名前の由来
ブラッシャイ、ブラッサイ（Brassai [ˈbrɒʃːɒi], Brassaï、本名: Halász Gyula（ハラース・ジュラ）[ˈhɒlɑːs ˈɟulɒ]、1899年9月9日 - 1984年7月8日）は、ブラッショー（Brassó [ˈbrɒʃːoː]、ルーマニア語名はブラショフ Braşov、ドイツ語名はクロンシュタット Kronstadt）出身で、出身地の名前を形容詞にしてブラッシャイという姓を名乗った。フランスでは Brassai と表記するときちんと発音してもらえないので Brassaï と表記するようになったらしい。日本ではフランス語からの訳で紹介されることが多いため、ブラッサイという表記が多く見られる。

## 日本語文献（写真集ほか）
- 語るピカソ（飯島耕一・大岡信訳、みすず書房、1968年）、再版1989年ほか
- 未知のパリ・深夜のパリ－1930年代（飯島耕一訳、みすず書房、1977年）、再版1987年
  - 原題「Secret Paris of the Thirties」（1976年）
- 作家の誕生 ヘンリー・ミラー（飯島耕一・釜山健訳、みすず書房、1979年）
- ブラッサイ 夜のパリ（飯島耕一訳、みすず書房、1987年） ポール・モーラン 序文
- ブラッサイ わが生涯の芸術家たち（岩佐鉄男訳、リブロポート、1987年）
- やさしいパリ（窪田般彌訳、リブロポート、1991年） パトリック・モディアーノ 解説
- プルースト／写真（上田睦子訳、岩波書店、2001年）
- ブラッサイ写真集成（アラン・サヤグ／アニック・リオネル＝マリー編、堀内花子訳、岩波書店、2005年） 巌谷國士解説